# Новоалександровка (Новоукраинская городская община)
Новоалександровка (укр. Новоолександрівка) — село в Новоукраинской городской общине Новоукраинского района Кировоградской области Украины.
Население по переписи 2001 года составляло 545 человек. Телефонный код — 5251.